# 1977 في السعودية
تحتوي هذه المقالة على أهم الأحداث التي شهدتها السعودية في 1977، إضافة إلى أهم الشخصيات السعودية التي وُلدت أو تُوفيت في هذه السنة.

## السياسة

### الحكم
الملك: خالد بن عبد العزيز آل سعود

### سبتمبر
- 15: تركي بن فيصل بن عبد العزيز آل سعود، رئيساً لـ الإستخبارات العامة.

- 15: عمر محمود شمس، رئيس الاستخبارات العامة.

## أحداث
- تأسيس المركز الوطني العربي السعودي للعلوم والتقنية.[1]
- تأسيس شركة المراعي.[2]

### يناير
- 12: وضع حجر الأساس لرفع خزان برج مياه جدة والذي بلغت تكلفة انشائه 22 مليون ريال.[3]
- 12: إقرار صرف 500 ريال شهريًا مكافأة لكل طالب متزوج و يدرس في إحدى كليات جامعة الإمام محمد بن سعود الإسلامية.[4]
- 21: ربط جيزان بشبكة طرق داخلية و خارجية بطول 274 كم و تكلفة تصل إلى 165 مليون ريال .[5]

### فبراير
- 12: قيام اللجنة الرباعية العربية التي ضمت كلاً من مصر وسوريا والسعودية والكويت بالموافقة على النصوص المتعلقة بتنظيم تطبيق اتفاقية القاهرة، حيث كُلِّفت اللجنة بالإشراف على تنفيذ قرارات قمتي الرياض والقاهرة في لبنان.[6]
- 23: عبدالرحمن آل الشيخ وزير الزراعة والمياه يزور البحرين و الصين الوطنية.[7]
- 23: البدء في تحديد أرض بمساحة مليوني متر مربع لإقامة منشئات و مشاريع جامعة الإمام محمد بن سعود الإسلامية في منطقة القصيم. بالإضافة إلى تحديد أرض أخرى مساحتها خمسة آلاف متر مربع لإقامة كليات الجامعة بالقصيم عليها.[8]

### مارس
- 3: قيام أول قمة أفريقية عربية في القاهرة بمشاركة 53 دولة، وقد ساهمت فيها السعودية بمبلغ مليار دولار بالإضافة إلى مساهمات أخرى قدمتها كل من الكويت والإمارات وقطر.[9]
- 8: الملك خالد بن عبدالعزيز يجري عملية جراحية ناجحة في الورك الأيسر.[10]
- 8: إقامة دورة إدارة الإقتصاد الوطني من كلية التجارة بجامعة الرياض و تستمر لمدة أسبوعين بالقاعة الترفيهية بمبنى الجامعة في حي الملز و بحضور عدد كبير من كبار رجال الدولة والأعمال والمؤسسات العلمية العربية والدولية.[11]

### مايو
- حريق في أقسام أكبر معمل لمعالجة البترول الواقع في بقيق التابع لارامكو، حيث كان المعمل يعالج حوالي 10 ملايين برميل يوميًا وبسبب تصدع خط أنابيب مطمور شب حريق ضخم وانتقل إلى معظم الصهاريج الكروية في معمل فرز الغاز عن البترول متسببًا بوفاة مراقب الأشغال السعودي محمد السنين و إصابة 13 عاملًا وقدرت الخسائر بنحو 100 مليون دولار.[12]

### يونيو
- 1: صدور العدد الأول من مجلة الفيصل، وهي مجلة ثقافية شهرية سعودية.[13]
- 4: تأسيس البنك السعودي الفرنسي.[14]

### أغسطس
- 7: جوليو اندريوتي رئيس وزراء إيطاليا يزور المملكة العربية السعودية و يجتمع مع الأمير فهد بن عبدالعزيز ولي العهد.
- 7: قررت جامعة الإمام محمد بن سعود الإسلامية إلغاء الانتساب في مختلف كليات الجامعة بعد تصريح من وكيل الجامعة الدكتور عبدالله العجلان و أشار أن إلغاء النظام بني على أساس توفر المقاعد لجميع الطلبة ولتمكين الطالب من تلقي المعلومات من المدرس مشافهة.[15]

### أكتوبر
- توقيع اتفاقية تعاون بين السعودية والعراق وذلك في المجالات الاقتصادية والتجارية والفنية.[16]

### نوفمبر
- افتتاح مطار أبها.[17]

## مواليد
- عبد الرحمن بن محمد الحسين، إعلامي ومذيع والمتحدث الرسمي لوزارة التجارة.[18]
- ياسر إلياس لاعب كرة قدم سابق.
- سعود بن عبد العزيز بن ناصر بن عبد العزيز آل سعود، أحد أبناء الأمير عبد العزيز بن ناصر بن عبد العزيز آل سعود.
- شادي زاهد، إعلامي وكاتب ورائد أعمال.
- فارس آل شويل، منظِّر تنظيم القاعدة في السعودية.[19]
- ماهر الرحيلي، شاعر وأديب وبروفيسور.[20]

### يناير
- 9: طلال الخيبري، لاعب كرة قدم سابق.[21]
- 21: حسين عبد الغني، لاعب كرة قدم سابق.[22]

### يونيو
- 18: ماجد موقد، أحد المتهمين في أحداث 11 سبتمبر.
- 21: صاحب العبد الله، لاعب كرة قدم سابق.[23]

### سبتمبر
- 3: سعد الدوسري، لاعب كرة قدم سابق.[24]
- 19: أشرف فقيه، أكاديمي وكاتب.[25]

### أكتوبر
- 9: مشعل المطيري، ممثل.[26]
- 26: لجين عمران، إعلامية ومقدمة برامج.[27]

### نوفمبر
- 7: راشد المقرن، لاعب كرة قدم سابق شغل مركز حارس مرمى.[28]
- 10: عبد الله الجمعان، لاعب كرة قدم سابق.[29]

### ديسمبر
- 7: أحمد النعمي، أحد المتهمين في أحداث 11 سبتمبر.
- 11: عبده بسيسي، لاعب كرة قدم سابق شغل مركز حارس مرمي.[30]

## وفيات

### يناير
- 22: إبراهيم بن عبد الله السويل، سياسي شغل منصب وزير الخارجية سابقاً (و. 1916).

### يوليو
- 15: مشاعل بنت فهد بن محمد بن عبد العزيز آل سعود، حفيدة الأمير محمد بن عبد العزيز آل سعود (و. 1958).